# ليزا سيتز جرويل
ليزا سيتز-جرويل هي مديرة جمع التبرعات الخيرية الأمريكية. وهي رئيسة مؤسسة ويكيميديا، ومديرة التطوير ونائبة الرئيس التنفيذي لمؤسسة ويكيميديا. شغلت في السابق منصب مدير العمليات الرئيسي لشركة سكاي لاين للأشغال العامة، ومدير الاتصالات والشؤون العامة في إدارة الترفيه والمتنزهات في سان فرانسيسكو، ومفوضة الخدمة المدنية في سان فرانسيسكو. عملت سابقًا كمستشارة إعلامية سياسية.

## سيرتها والتعليم
ولدت ليزا سيتز ونشأت في جريت فولز، مونتانا . حصلت على درجة البكالوريوس في العلاقات العامة والعلوم السياسية من كلية كارول في هيلينا، مونتانا. كما درست كزميلة في مؤسسة كورو وفي برنامج تنفيذي لقادة العمل الخيري التابع لمركز الدراسات العليا للأعمال في جامعة ستانفورد للإبتكار الاجتماعي.

## حياتها المهنية
بعد تخرجها من كلية كارول، عملت في السياسة التشريعية في مونتانا في أواخر التسعينيات قبل أن تنتقل إلى كاليفورنيا. ثم انتقلت إلى منطقة خليج سان فرانسيسكو وعملت كمديرة للعلاقات العامة في مجموعة ويبر التابعة لشركة IPG، وفي عام 2001 عملت كمديرة منطقة ومسؤولة الصحافة لزعيم الأغلبية في الجمعية التشريعية في كاليفورنيا كيفن شيلي.
في الفترة 2002-2003، كانت سيتز-جرويل مستشارًا إعلاميًا سياسيًا لشركة وسائل الإعلام السياسية في واجهة المتجر ومقرها سان فرانسيسكو، وهي شركة اتصالات معروفة بحملاتها الإعلانية متعددة القنوات. قامت بتطوير استراتيجية الحملة، وكتابة الخطط الإعلامية والرسائل للمرشحين للمناصب العامة على جميع مستويات الحكومة بما في ذلك جافين نيوسوم لمنصب عمدة سان فرانسيسكو ؛ وكتبت وأنتجت إعلانات سياسية على التلفزيون والراديو والإنترنت والطباعة؛ ووضعت خططًا لجمع التبرعات وطورت وأدارت ميزانيات حملات بملايين الدولارات؛ وحصلت على التغطية الإعلامية وأطلعت المرشحين قبل المقابلات واجتماعات هيئة التحرير.
من عام 2003 إلى عام 2007، شغل سيتز-جرويل منصب الرئيس التنفيذي للعمليات في شركة سكاي لاين للأعمال العامة،  وهي شركة استشارية استثمارية يقودها أندرو إس رابابورت وزوجته ديبوراه والتي مزجت رأس المال الاستثماري بالعمل الخيري السياسي وقدمت الدعم الإداري ودعم المنح لمؤسسة عائلة رابابورت، وهي مؤسسة خاصة أسسها آل رابابورت في عام 2002. في شركة سكاي لاين للأشغال العامة، أشرف جرويل على التبرعات السياسية والخيرية لصالح آندي رابابورت، والتي بلغ مجموعها من 5 إلى 7 ملايين دولار سنويًا. لقد أدارت جميع الاتصالات والعلاقات الإعلامية للمؤسسة؛ وساعدت في تحديد الاتجاه الاستراتيجي للصندوق السياسي ومؤسسة عائلة رابابورت؛ وأدارت الموظفين والعمليات والبرامج في كلا الكيانين. عملت شركة سكاي لاين للأشغال العامة كحاضنة أعمال على غرار رأس المال الاستثماري، حيث حصلت المجموعات التي يمولها المانحون السياسيون على مساحات مكتبية، ونصائح تجارية، ورأس مال. راهن آل رابابورت على منظمات غير مجربة على أمل أن تصبح واحدة منها في نهاية المطاف الشيء الجديد الذي يدفع أمريكا نحو اليسار.
بين عامي 2008 و2011، عملت سيتز-جرويل كمستشارة مع شركة جرويل وشركاؤها، وهي مجموعة استشارية إدارية شملت قائمة عملائها تحالف الديمقراطية، ومؤسسة عائلة رابابورت، وسكايلاين للأعمال العامة، وتلفزيون كارنت، ومؤسسة ويكيميديا.
كما شغلت سيتز-جرويل منصب مديرة الاتصالات والشؤون العامة في إدارة الترفيه والمتنزهات بمدينة سان فرانسيسكو من نوفمبر 2008 إلى يناير 2010. في 3 أغسطس 2010، عيّنها عمدة سان فرانسيسكو، جافين نيوسوم، في لجنة الخدمة المدنية لمدينة سان فرانسيسكو، وهو المنصب الذي شغلته حتى 30 أغسطس 2011.
انضم سيتز-جرويل إلى مؤسسة ويكيميديا في سبتمبر 2011 بصفته مدير التطوير في قسم المجتمع الذي يقوده زاك إكسلي، مكلفًا بتطوير الدعم المستدام للمؤسسة من خلال قيادة جهود جمع التبرعات الضخمة. في يوليو 2013، بعد انتقال إكسلي من منصب كبير مسؤولي الإيرادات إلى مستشارة بدوام جزئي، تمت ترقيتها من قبل الرئيس التنفيذي آنذاك سو جاردنر إلى منصب كبير مسؤولي الإيرادات. في مارس 2015 تم تعيينها كمسؤولة رئيسية للتقدم، وترأست قسم التقدم الذي تم إنشاؤه حديثًا. في سبتمبر 2022، أضافت الرئيسة التنفيذية لمؤسسة ويكيميديا ماريانا إسكندر دور نائب الرئيس التنفيذي إلى مسؤولياتها.

## المشاهدات
من مكتبها في سكاي لاين المطل على برودواي في ريدوود سيتي في عام 2005، قالت سيتز-جرويل لـSFGATE أن كل منظمة ممولة من SPW سوف تعمل على تحفيز الحركة التقدمية ككل، مما يخلق شعوراً موحداً بالهدف الذي كان مفقوداً في السياسة التقدمية لعقود من الزمن. وأشارت جرويل إلى أن SPW لم يمول بعد أي شخص يزيد عمره عن 40 عامًا. "نحن ندعم الأشخاص الذين يريدون أن يأخذوا الحركة التقدمية إلى أماكنها."  في مقابلة عام 2006 مع مات سميث من صحيفة SF Weekly البديلة، قالت سيتز-جرويل "لقد طور المحافظون أفكارًا، وآلة ضوضاء، مع مراكز أبحاث ومنظمات محافظة تدعم القضية المحافظة. الديمقراطيون ليس لديهم هذا النوع من الدعم".
عندما تم الإعلان عن صندوق ويكيميديا في حفل عيد ميلاد ويكيبيديا الخامس عشر في يناير 2015، قالت سيتز-جرويل "لدينا نموذج رائع لجمع التبرعات في الوقت الحالي، لكن الأمور على الإنترنت تتغير لذا فهو ليس شيئًا يمكننا الاعتماد عليه إلى الأبد. ويكيبيديا شيء نادر جدًا، والصندوق موجود لضمان عدم اختفاء هذا الكنز الثقافي أبدًا."
في عام 2018، أخبرت سيتز-جرويل موقع TechCrunch أنه في حين أن محتوى ويكيبيديا مجاني للاستخدام من الجميع، إلا أن بعض الشركات كانت تستغل المنظمة من خلال عدم المعاملة بالمثل. في أكتوبر 2021، أطلقت مؤسسة ويكيميديا ويكيميديا إنتربرايز، وهو منتج تجاري جديد لمستخدمي وموزعي محتوى ويكيميديا على نطاق واسع. قالت جرويل "مع سعي الناس والشركات بشكل متزايد إلى الاستفادة من قيمتها، أنشأنا Wikimedia Enterprise لمعالجة العدد المتزايد من الطرق التي يواجه بها الناس محتوى ويكيبيديا خارج مواقعنا ودعم مهمة المعرفة المجانية لدينا بشكل أكبر. يلبي المنتج الاحتياجات المتزايدة لمستخدمي المحتوى التجاري، مما يسهل على الناس اكتشاف المحتوى وإيجاده ومشاركته من مواقعنا، بينما يوفر أيضًا للشركات التجارية وسيلة لدعم مستقبل نظام المعرفة في ويكيميديا والاستثمار فيه."

## الحياة الشخصية
سيتز-جرويل متزوجة من كريس جرويل، وهو أحد أعضاء جماعات الضغط وجامعي التبرعات السياسية في سان فرانسيسكو منذ فترة طويلة والذي تم تعيينه في أبريل 2022 من قبل حاكم ولاية كاليفورنيا جافين نيوسوم في لجنة ولاية كاليفورنيا الرياضية . ويعيشان في سان فرانسيسكو.